# Mellicta dictynnaesimilis
Mellicta dictynnaesimilis är en fjärilsart som beskrevs av Ruggero Verity 1930. Mellicta dictynnaesimilis ingår i släktet Mellicta och familjen praktfjärilar. Inga underarter finns listade i Catalogue of Life.